# Fernando Mañé Garzón
Fernando Mañé Garzón (* 24. Januar 1925 in Montevideo; † 23. Januar 2019 ebenda) war ein uruguayischer Kinderarzt, Helminthologe und Wissenschaftshistoriker.

## Leben
Mañé Garzón absolvierte seine Sekundarschulausbildung in Montevideo sowie in Frankreich und schloss 1954 sein Medizinstudium an der Medizinischen Fakultät der Universidad de la República ab. Während seiner Ausbildung wurde er von angesehenen uruguayischen Wissenschaftlern wie Clemente Estable, Ergasto H. Cordero und Francisco A. Sáez unterrichtet. Am 28. Januar 1952 wurde er Mitglied des Kooperationsausschusses des Museo Nacional de Historia Natural de Uruguay. Von 1952 bis 1970 bekleidete er das Amt des stellvertretenden Museumsdirektors, wo er umfangreiche Forschungsarbeiten durchführte, die in zahlreichen wissenschaftlichen Publikationen dokumentiert sind. Zudem vertiefte er seine biologischen Studien in Paris am Laboratoire d’évolution des êtres organisés unter der Leitung von Professor Davidoff. Er absolvierte postgraduale Studien am Lehrstuhl für Pädiatrie bei Robert Debré sowie in der klinischen Genetik bei Maurice Lamy. In Anerkennung seiner Qualifikationen wurde er zum ausländischen Assistenten der Pariser Krankenhäuser ernannt.
Zudem war er Professor für Pädiatrie an der Medizinischen Fakultät sowie von 1966 bis 1985 als Nachfolger seines Lehrers Ergasto H. Cordero ordentlicher Professor für Wirbellosen-Zoologie an der Fakultät für Geistes- und Naturwissenschaften der Universidad de la República.
1957 gründete er zusammen mit seinem Lehrer José María Portillo eine pädiatrische Schule und war von 1971 bis 1984 Mitglied der Frauenklinik B, zunächst unter der Leitung von Juan José Crottogini.
1961 war er Gründungsmitglied der Sociedad Zoológica del Uruguay. Ferner war er für zwei Perioden (1984 bis 199? und 2003 bis 2019) ordentliches Mitglied des Instituto Histórico y Geográfico del Uruguay. Gemeinsam mit Raúl Vaz Ferreira und Carlos S. Carbonell war er einer der Begründer der zoologischen Forschung in Uruguay.
Gemeinsam mit Renee Kolski war er maßgeblich an der Entwicklung der klinischen Genetik beteiligt und gründete den Lehrstuhl für Genetik an der Medizinischen Fakultät. Seine Forschungsschwerpunkte umfassten die Endokrinologie von Neugeborenen, die Erforschung neuer Ätiologien der Neugeborenengelbsucht sowie angeborene Stoffwechselstörungen. Darüber hinaus beschäftigte er sich mit rheumatischem Fieber, Sydenhamscher Chorea, den Ursachen von fötalem, neonatalem und postnatalem Tod, Hämhidrose und neuen Ätiologien der Gesichtslähmung.
Ab 1973 war er Leiter der Pädiatrie in der Dirección General de Seguridad Social (DGSS) und im Hilfszentrum der Sindicato Médico del Uruguay (SMU).
Ab 1985 war er Leiter der Abteilung für Geschichte der Medizin an der Medizinischen Fakultät der Universidad de la República.
Unter seinen Entdeckungen sticht die Erstbeschreibung des neuen Tierstammes Mesoneurophora hervor, den er 1985 zusammen mit seinem Schüler Raúl Montero in einer Monographie in die Wissenschaft einführte.
2023 erschien die Biografie Fernando Mañé Garzón von Ricardo Pou Ferrari, Eduardo Wilson und Víctor Raggio.

## Dedikationsnamen
Pablo R. San Martín benannte 1963 die Doppelschwanzart Pentacladiscus manegarzoni nach Fernando Mañé Garzón.

## Erstbeschreibungen unter der Beteiligung von Mañé Garzón
- Hislopia corderoi Mañé-Garzón, 1960
- Catadiscus corderoi Mañé-Garzón, 1958
- Monokalliapseudes schubarti (Mañé-Garzón, 1949)
- Acanthocarpus meridionalis Mañé-Garzón, 1979
- Myzobdella uruguayensis (Mañé-Garzón & Montero, 1977)
- Gorgoderina (Gorgorimma) megacysta Mañé-Garzón & Gonzáles, 1978
- Telorchis birabeni Mañé-Garzón & Gil, 1961
- Heterodiplostomum helicopsis Mañé-Garzón & Alonso, 1976
- Iquitos Mañé-Garzón & Gil, 1963
- Iquitos ceii Mañé-Garzón & Gil, 1963
- Haematoloechus freitasi Mañé-Garzón & Gil, 1959
- Telorchis platensis Mañé-Garzón & Gil, 1961
- Telorchis productus Mañé-Garzón & Gil, 1961
- Gorgoderina darwini Mañé-Garzón & Gonzáles, 1978
- Telorchis achavali Mañé-Garzón & Holcman-Spector, 1973
- Glypthelmins sanmartini (Mañé-Garzón & Holcman-Spector, 1974)
- Lobatostoma platense Mañé-Garzón & Holcman-Spector, 1976
- Styphlodora gili Mañé-Garzón & Holcman-Spector, 1967
- Opisthogonimus uruguayensis Mañé-Garzón & Holcman-Spector, 1973
- Conspicuum minor Mañé-Garzón & Holchman-Spector, 1975
- Liophistrema buccalis Holcman-Spector & Mañé-Garzón, 1973
- Telorchis dubius Mañé-Garzón & Holcman-Spector, 1968
- Rudolphitrema physalaemi Mañé-Garzón & Ponce de León, 1978
- Caimanicola brauni (Mañé-Garzón & Gil, 1961) Brooks, 1980
- Collastoma wahli Ponce De Leon & Mañé-Garzón, 1979
- Pseudotelorchis devincenzii (Mañé-Garzón & Gil, 1961) Catto & Amato, 1993
- Amblyopinodes (Amblyopinodes) gahani subsp. munoai Mañé Garzón & San Martín, 1961
- Glypthelmins pseudium (Mañé-Garzón & Holcman-Spector, 1967) Travassos, Freitas & Kohn, 1960
- Rauschiella chaquensis (Mañé-Garzón & Holcman-Spector, 1967) Razo-Mendivil, León-Régagnon & Pérez-Ponce de León, 2006
- Creptotrema stenopteri (Mañé-Garzón & Gascón, 1973) Franceschini, Aguiar, Zago, de Oliveira Fadel Yamada, Bertholdi Ebert & da Silva, 2021
- Colossendeis geoffroyi Mane-Garzon, 1944

## Veröffentlichungen
- Pedro Visca: fundador de la clínica médica en el Uruguay. Montevideo: Barreiro, 1983.
- Federico Susviela Guarch: (1851–1928). Discípulo de Virchow y primer patólogo uruguayo. Fernando Mañé Garzón, Ángel Ayestarán. Montevideo: Facultad de Medicina. Sección Historia de la Medicina, 1991.
- Teodoro M. Vilardebó 1803–1857: Primer Médico Uruguayo Montevideo: Academia Nacional de Medicina del Uruguay, 1989.
- El gringo de confianza: memorias de un médico alemán en Montevideo, entre el fin de la Guerra del Paraguay y el Civilismo 1867–1892. Fernando Mañé Garzón, Ángel Ayestarán: su actuación obstétrica y quirúrgica por Ricardo Pou Ferrari. Montevideo: Laboratorios Roemmers, 1992.
- Enrique M. Estrázulas, 1848–1905: nuestro primer pediatra. Pintor y amigo de José Martí. Montevideo: Facultad de Medicina. Sección Historia de la Medicina, 1992.
- No es para tanto, mi tío! El doctor Henrique Muñoz y su época: 1820 – 1860. Fernando Mañé Garzón, Ángel Ayestarán. Montevideo: s.d., 1995.
- Sin dejar de ser Socrático. Montevideo: El País, 1995.
- Publicaciones médicas uruguayas de los siglos XVIII y XIX (et al.). Montevideo: Oficina del Libro AEM, 1996.
- Informe de la labor realizada por el Departamento de Historia de la Medicina de la Facultad de Medicina durante los años 1995–1996 (et al.). Montevideo: Facultad de Medicina. Sección Historia de la Medicina, 1998.
- Historia de la Fisiología en el Uruguay (et al.). Montevideo: Oficina del Libro AEM, 2000.
- El glorioso montevideano: vida y obra del doctor José Manuel Pérez Castellano (1742–1815). Montevideo: Archivo General de la Nación, 2003.
- Juan B. Morelli: en la historia de la medicina uruguaya (et al.). Montevideo: El Toboso, 2004.
- Biodiversidad y taxonomía: presente y futuro en el Uruguay (et al.). Montevideo: UNESCO, 2005.
- Historia de la ciencia en el Uruguay: Primera mitad del Siglo XIXs. Montevideo: Universidad de la República, 2005.
- El cuarteto de urgencia: historia de la cirugía de urgencia en el Uruguay 1902–1952 (et al.). Montevideo: Ediciones de la Plaza, 2005.
- Médicos uruguayos ejemplares (et al.).  Montevideo: Facultad de Medicina, 2006.
- Clínica viva: historia, humanismo, ciencia. Montevideo: UTU, 2006.
- Olvidos atraviesa el recuerdo: cartas, ensayos, prólogos y semblanzas. Montevideo: Ediciones de la Plaza, 2009.
- José Máximo Carafí. Ricardo Pou Ferrari, Fernando Mañé Garzón. Montevideo: Plus Ultra, 2009
- Historia de la genética clínica en el Uruguay (et al.). Montevideo: Oficina del Libro FEFMUR, 2010.
- El Doctor Julepe. Ricardo Pou Ferrari, Fernando Mañé Garzón. Montevideo: Plus Ultra, 2012.